# Список місцевих рад України, перейменованих внаслідок декомунізації
Це список міських, сільських і селищних рад України, перейменованих відповідно до Закону України № 317-VIII «Про засудження комуністичного та націонал-соціалістичного (нацистського) тоталітарних режимів в Україні та заборону пропаганди їхньої символіки».
| Стара назва                          | Район                  | Область          | Нова назва                          | Джерело                                            |
| ------------------------------------ | ---------------------- | ---------------- | ----------------------------------- | -------------------------------------------------- |
| Комсомольська сільська рада          | Козятинський           | Вінницька        | Махнівська сільська рада            | ВВР 2016, № 46, стор. 27                           |
| Жовтнева селищна рада                | Нововолинська м/р      | Волинська        | Благодатна селищна рада             | ВВР 2016, № 29, стор. 40                           |
| Жовтнева сільська рада               | Луцький                | Волинська        | Княгининівська сільська рада        | ВВР 2016, № 31, стор. 112                          |
| Дніпродзержинська міська рада        | Дніпродзержинська м/р  | Дніпропетровська | Кам'янська міська рада              | ВВР 2016, № 48, стор. 21                           |
| Дніпропетровська міська рада         | Дніпропетровська м/р   | Дніпропетровська | Дніпровська міська рада             | ВВР 2016, № 41, стор. 48                           |
| Орджонікідзевська міська рада        | Орджонікідзевська м/р  | Дніпропетровська | Покровська міська рада              | ВВР 2016, № 45, стор. 24                           |
| Ленінська сільська рада ОТГ          | Апостолівський         | Дніпропетровська | Грушівська сільська рада ОТГ        | ВВР 2016, № 38, стор. 18                           |
| Кіровська селищна рада               | Дніпропетровський      | Дніпропетровська | Обухівська селищна рада             | ВВР 2016, № 43, стор. 41                           |
| Ювілейна селищна рада ОТГ            | Дніпропетровський      | Дніпропетровська | Слобожанська селищна рада ОТГ       | ВВР 2016, № 46, стор. 27                           |
| Валівська сільська рада              | Криворізький           | Дніпропетровська | Софіївська сільська рада            | ВВР 2016, № 38, стор. 18                           |
| Жовтнева сільська рада               | Криничанський          | Дніпропетровська | Саксаганська сільська рада          | ВВР 2016, № 49-50, стор. 256                       |
| Щорська селищна рада                 | Криничанський          | Дніпропетровська | Божедарівська селищна рада          | ВВР 2016, № 38, стор. 18                           |
| Пролетарська сільська рада           | Магдалинівський        | Дніпропетровська | Приорільська сільська рада          | ВВР 2016, № 38, стор. 18                           |
| Кіровська сільська рада              | Нікопольський          | Дніпропетровська | Чистопільська сільська рада         | ВВР 2016, № 38, стор. 18                           |
| Менжинська сільська рада             | Нікопольський          | Дніпропетровська | Приміська сільська рада             | ВВР 2016, № 38, стор. 18                           |
| Жовтнева сільська рада ОТГ           | Софіївський            | Дніпропетровська | Вакулівська сільська рада ОТГ       | ВВР 2016, № 48, стор. 21                           |
| Дзержинівська сільська рада          | Солонянський           | Дніпропетровська | Іверська сільська рада              | ВВР 2016, № 38, стор. 18                           |
| Єлізарівська сільська рада ОТГ       | Солонянський           | Дніпропетровська | Святовасилівська сільська рада ОТГ  | ВВР 2016, № 38, стор. 18                           |
| Чапаєвська сільська рада             | Широківський           | Дніпропетровська | Благодатнівська сільська рада       | ВВР 2016, № 51, стор. 73                           |
| Артемівська міська рада              | Артемівська м/р        | Донецька         | Бахмутська міська рада              | ВВР 2016, № 27, стор. 23                           |
| Дзержинська міська рада              | Дзержинська м/р        | Донецька         | Торецька міська рада                | ВВР 2016, № 27, стор. 23                           |
| Димитровська міська рада             | Димитровська м/р       | Донецька         | Мирноградська міська рада           | ВВР 2016, № 33, стор. 31                           |
| Красноармійська міська рада          | Красноармійська м/р    | Донецька         | Покровська міська рада              | ВВР 2016, № 33, стор. 31                           |
| Краснолиманська міська рада ОТГ      | Краснолиманська м/р    | Донецька         | Лиманська міська рада ОТГ           | ВВР 2016, № 27, стор. 23                           |
| Володарська селищна рада             | Володарський           | Донецька         | Нікольська селищна рада             | ВВР 2016, № 38, стор. 18                           |
| Радянська сільська рада              | Бердичівський          | Житомирська      | Романівська сільська рада           | ВВР 2016, № 38, стор. 18                           |
| Володарсько-Волинська селищна рада   | Володарсько-Волинський | Житомирська      | Хорошівська селищна рада            | ВВР 2016, № 38, стор. 19                           |
| Щорсівська сільська рада             | Коростенський          | Житомирська      | Білошицівська сільська рада         | ВВР 2016, № 38, стор. 19                           |
| Жовтнева селищна рада                | Лугинський             | Житомирська      | Миролюбівська селищна рада          | ВВР 2016, № 38, стор. 19                           |
| Комсомольська сільська рада          | Олевський              | Житомирська      | Покровська сільська рада            | ВВР 2016, № 38, стор. 19                           |
| Жовтнева сільська рада               | Олевський              | Житомирська      | Калинівська сільська рада           | ВВР 2016, № 38, стор. 19                           |
| Жовтнева сільська рада               | Попільнянський         | Житомирська      | Квітнева сільська рада              | ВВР 2016, № 27, стор. 23                           |
| Ленінська сільська рада              | Радомишльський         | Житомирська      | Ставецька сільська рада             | ВВР 2016, № 27, стор. 23                           |
| Жовтнева сільська рада               | Ружинський             | Житомирська      | Новочорнорудська сільська рада      | ВВР 2016, № 38, стор. 19                           |
| Червоноармійська селищна рада        | Червоноармійський      | Житомирська      | Пулинська селищна рада              | ВВР 2016, № 38, стор. 19                           |
| Луначарська сільська рада            | Бердянський            | Запорізька       | Азовська сільська рада              | ВВР 2016, № 49-50, стор. 256                       |
| Кіровська сільська рада              | Оріхівський            | Запорізька       | Таврійська сільська рада            | ВВР 2016, № 49-50, стор. 256                       |
| Карло-Лібкнехтівська сільська рада   | Розівський             | Запорізька       | Зорянська сільська рада             | ВВР 2016, № 51, стор. 73                           |
| Пролетарська сільська рада           | Розівський             | Запорізька       | Новозлатопільська сільська рада     | ВВР 2016, № 45, стор. 24                           |
| Панфілівська сільська рада           | Чернігівський          | Запорізька       | Ільїнська сільська рада             | ВВР 2016, № 49-50, стор. 256                       |
| Червоноармійська сільська рада       | Якимівський            | Запорізька       | Таврійська сільська рада            | ВВР 2016, № 49-50, стор. 256                       |
| Жовтнева сільська рада               | Бородянський           | Київська         | Дмитрівська сільська рада           | ВВР 2016, № 41, стор. 48                           |
| Жовтнева сільська рада               | Кагарлицький           | Київська         | Зеленоярська сільська рада          | ВВР 2016, № 43, стор. 41                           |
| Петрівська сільська рада             | Києво-Святошинський    | Київська         | Святопетрівська сільська рада       | ВВР 2016, № 31, стор. 112                          |
| Орджонікідзенська                    | Поліський              | Київська         | Романівська сільська рада           | ВВР 2016, № 43, стор. 41                           |
| Ленінська сільська рада              | Сквирський             | Київська         | Тарасівська сільська рада           | ВВР 2016, № 43, стор. 41                           |
| Чапаєвська сільська рада             | Таращанський           | Київська         | Калиновецька сільська рада          | ВВР 2016, № 43, стор. 41                           |
| Червономотовилівська сільська рада   | Фастівський            | Київська         | Мотовилівська сільська рада         | ВВР 2016, № 43, стор. 41                           |
| Димитровська селищна рада            | Олександрійська м/р    | Кіровоградська   | Олександрійська селищна рада        | ВВР 2016, № 51, стор. 74                           |
| Володимиро-Іллінська сільська рада   | Бобринецький           | Кіровоградська   | Апрелівська сільська рада           | ВВР 2016, № 51, стор. 74                           |
| Куйбишевська сільська рада           | Бобринецький           | Кіровоградська   | Благодатненська сільська рада       | ВВР 2016, № 51, стор. 74                           |
| Свердловська сільська рада           | Бобринецький           | Кіровоградська   | Златопільська сільська рада         | ВВР 2016, № 51, стор. 74                           |
| Червонозорівська сільська рада       | Бобринецький           | Кіровоградська   | Кривоносівська сільська рада        | ВВР 2016, № 51, стор. 74                           |
| Котовська сільська рада              | Вільшанський           | Кіровоградська   | Куцобалківська сільська рада        | ВВР 2016, № 39, стор. 43                           |
| Котовська сільська рада              | Гайворонський          | Кіровоградська   | Покровська сільська рада            | ВВР 2016, № 51, стор. 74                           |
| Кіровська сільська рада              | Долинський             | Кіровоградська   | Боківська сільська рада             | ВВР 2016, № 39, стор. 43                           |
| Крупська сільська рада               | Кіровоградський        | Кіровоградська   | Карлівська сільська рада            | ВВР 2016, № 39, стор. 43                           |
| Кіровська сільська рада              | Маловисківський        | Кіровоградська   | Миролюбівська сільська рада         | ВВР 2016, № 39, стор. 43                           |
| Ленінська сільська рада              | Маловисківський        | Кіровоградська   | Копанська сільська рада             | ВВР 2016, № 51, стор. 74                           |
| Жовтнева сільська рада               | Новомиргородський      | Кіровоградська   | Миролюбівська сільська рада         | ВВР 2016, № 39, стор. 43                           |
| Петрівська селищна рада              | Станично-Луганський    | Луганська        | Петропавлівська селищна рада        | ВВР 2016, № 46, стор. 27                           |
| Ленінська сільська рада              | Баштанський            | Миколаївська     | Лук'янівська сільська рада          | ВВР 2016, № 39, стор. 43                           |
| Кімівська сільська рада              | Березанський           | Миколаївська     | Калинівська сільська рада           | ВВР 2016, № 49-50, стор. 256                       |
| Чапаєвська сільська рада             | Березанський           | Миколаївська     | Щасливська сільська рада            | ВВР 2016, № 41, стор. 48                           |
| Кудрявцівська селищна рада           | Веселинівський         | Миколаївська     | Токарівська селищна рада            | ВВР 2016, № 32, стор. 40                           |
| Котовська міська рада                | Котовська м/р          | Одеська          | Подільська міська рада              | ВВР 2016, № 41, стор. 48                           |
| Червоноармійська сільська рада ОТГ   | Березівський           | Одеська          | Новокальчевська сільська рада ОТГ   | ВВР 2016, № 45, стор. 24                           |
| Жовтнева сільська рада               | Болградський           | Одеська          | Каракуртська сільська рада          | ВВР 2016, № 46, стор. 27                           |
| Червоноармійська сільська рада       | Болградський           | Одеська          | Кубейська сільська рада             | ВВР 2016, № 48, стор. 21                           |
| Благоєвська сільська рада            | Іванівський            | Одеська          | Великобуялицька сільська рада       | ВВР 2016, № 46, стор. 27                           |
| Комінтернівська селищна рада         | Комінтернівський       | Одеська          | Доброславська селищна рада          | ВВР 2016, № 43, стор. 41                           |
| Петрівська сільська рада             | Комінтернівський       | Одеська          | Курісовська сільська рада           | ВВР 2016, № 48, стор. 21                           |
| Фрунзівська селищна рада             | Фрунзівський           | Одеська          | Захарівська селищна рада            | ВВР 2016, № 51, стор. 74                           |
| Краснознаменська сільська рада       | Гадяцький              | Полтавська       | Сергіївська сільська рада           | ВВР 2016, № 39, стор. 44                           |
| Фрунзівська сільська рада            | Глобинський            | Полтавська       | Троїцька сільська рада              | ВВР 2016, № 39, стор. 44                           |
| Ульяновська сільська рада            | Гребінківський         | Полтавська       | Почаївська сільська рада            | ВВР 2016, № 48, стор. 21                           |
| Радянська сільська рада              | Кобеляцький            | Полтавська       | Придніпрянська сільська рада        | ВВР 2016, № 39, стор. 44                           |
| Червонозаводська міська рада         | Лохвицький             | Полтавська       | Заводська міська рада               | ВВР 2016, № 38, стор. 19                           |
| Жовтнева сільська рада               | Решетилівський         | Полтавська       | Покровська сільська рада            | ВВР 2016, № 39, стор. 44                           |
| Артемівська селищна рада             | Чутівський             | Полтавська       | Скороходівська селищна рада         | ВВР 2016, № 31, стор. 112                          |
| Жовтнева селищна рада                | Білопільський          | Сумська          | Миколаївська селищна рада           | ВВР 2016, № 38, стор. 19                           |
| Червоненська селищна рада            | Глухівський            | Сумська          | Есманьська селищна рада             | ВВР 2016, № 38, стор. 19                           |
| Жовтневська сільська рада            | Конотопський           | Сумська          | Курилівська сільська рада           | ВВР 2016, № 39, стор. 44                           |
| Ленінська сільська рада              | Кролевецький           | Сумська          | Спаська сільська рада               | ВВР 2016, № 32, стор. 40                           |
| Червоненська сільська рада           | Сумський               | Сумська          | Старосільська сільська рада         | ВВР 2016, № 43, стор. 41                           |
| Радянська сільська рада              | Кременецький           | Тернопільська    | Великомлинівецька сільська рада     | ВВР 2016, № 19, стор. 48                           |
| Червоногусарівська сільська рада     | Балаклійський          | Харківська       | Новогусарівська сільська рада       | ВВР 2016, № 43, стор. 41                           |
| Червонодонецька селищна рада         | Балаклійський          | Харківська       | Донецька селищна рада               | ВВР 2016, № 43, стор. 41                           |
| Кіровська сільська рада              | Близнюківський         | Харківська       | Квітнева сільська рада              | ВВР 2016, № 43, стор. 41                           |
| Радгоспівська сільська рада          | Близнюківський         | Харківська       | Вишнева сільська рада               | ВВР 2016, № 43, стор. 41                           |
| Жовтнева сільська рада               | Дворічанський          | Харківська       | Богданівська сільська рада          | ВВР 2016, № 43, стор. 41                           |
| Жовтнева сільська рада               | Золочівський           | Харківська       | Калиновецька сільська рада          | ВВР 2016, № 43, стор. 41                           |
| Червонооскільська сільська рада      | Ізюмський              | Харківська       | Оскільська сільська рада            | ВВР 2016, № 43, стор. 41                           |
| Ленінська сільська рада              | Красноградський        | Харківська       | Зорянська сільська рада             | ВВР 2016, № 22, стор. 32                           |
| Октябрська сільська рада             | Красноградський        | Харківська       | Іванівська сільська рада            | ВВР 2016, № 43, стор. 41                           |
| Ленінська сільська рада              | Драбівський            | Черкаська        | Богданівська сільська рада          | ВВР 2016, № 17, стор. 32                           |
| Чапаєвська сільська рада             | Золотоніський          | Черкаська        | Благодатнівська сільська рада       | ВВР 2016, № 46, стор. 28                           |
| Кіровська сільська рада              | Корсунь-Шевченківський | Черкаська        | Корнилівська сільська рада          | ВВР 2016, № 46, стор. 28                           |
| Комінтернівська сільська рада        | Чорнобаївський         | Черкаська        | Привітненська сільська рада         | ВВР 2016, № 46, стор. 28                           |
| Ленінська сільська рада              | Чорнобаївський         | Черкаська        | Степівська сільська рада            | ВВР 2016, № 46, стор. 28                           |
| Жовтнева сільська рада               | Коропський             | Чернігівська     | Рождественська сільська рада        | ВВР 2016, № 38, стор. 20                           |
| Пролетарська сільська рада           | Коропський             | Чернігівська     | Поліська сільська рада              | ВВР 2016, № 38, стор. 20                           |
| Свердловська сільська рада           | Коропський             | Чернігівська     | Деснянська сільська рада            | ВВР 2016, № 38, стор. 20                           |
| Червоненська сільська рада           | Коропський             | Чернігівська     | Билська сільська рада               | ВВР 2016, № 38, стор. 20                           |
| Жовтнева сільська рада               | Менський               | Чернігівська     | Покровська сільська рада            | ВВР 2016, № 38, стор. 20                           |
| Ленінівська сільська рада            | Менський               | Чернігівська     | Сахнівська сільська рада            | ВВР 2016, № 38, стор. 20                           |
| Чапаєвська сільська рада             | Менський               | Чернігівська     | Садова сільська рада                | ВВР 2016, № 38, стор. 20                           |
| Григоро-Іванівська сільська рада     | Ніжинський             | Чернігівська     | Ніжинська сільська рада             | ВВР 2016, № 38, стор. 20                           |
| Кіровська сільська рада              | Новгород-Сіверський    | Чернігівська     | Троїцька сільська рада              | ВВР 2016, № 38, стор. 20                           |
| Червонопартизанська сільська рада    | Носівський             | Чернігівська     | Володьководівицька сільська рада    | ВВР 2016, № 38, стор. 20                           |
| Жовтнева сільська рада               | Прилуцький             | Чернігівська     | Дмитрівська сільська рада           | ВВР 2016, № 38, стор. 20                           |
| Жовтнева сільська рада               | Семенівський           | Чернігівська     | Янжулівська сільська рада           | ВВР 2016, № 46, стор. 28                           |
| Сильченківська сільська рада         | Талалаївський          | Чернігівська     | Староталалаївська сільська рада     | ВВР 2016, № 46, стор. 28                           |
| Радянсько-Слобідська сільська рада   | Чернігівський          | Чернігівська     | Трисвятськослобідська сільська рада | ВВР 2016, № 46, стор. 28                           |
| Улянівська сільська рада             | Чернігівський          | Чернігівська     | Вознесенська сільська рада          | ВВР 2016, № 38, стор. 20, ВВР 2016, № 39, стор. 44 |
| Щорська міська рада                  | Щорський               | Чернігівська     | Сновська міська рада                | ВВР 2016, № 38, стор. 20                           |
| Орджонікідзевська сільська рада      | Дніпропетровський      | Дніпропетровська | Новотаромська сільська рада         | ВВР 2017, № 2, стор. 51                            |
| Червонопромінська сільська рада      | Криничанський          | Дніпропетровська | Промінська сільська рада            | ВВР 2017, № 2, стор. 51                            |
| Артемівська міська рада              | Дзержинська м/р        | Донецька         | Залізна міська рада                 | ВВР 2017, № 2, стор. 51                            |
| Куйбишевська селищна рада            | Куйбишевський          | Запорізька       | Більмацька селищна рада             | ВВР 2017, № 2, стор. 51                            |
| Кіровська сільська рада              | Вільнянський           | Запорізька       | Семененківська сільська рада        | ВВР 2017, № 2, стор. 51                            |
| Петрівська сільська рада             | Гуляйпільський         | Запорізька       | Святопетрівська сільська рада       | ВВР 2017, № 2, стор. 51                            |
| Чапаєвська сільська рада ОТГ         | Пологівський           | Запорізька       | Воскресенська сільська рада ОТГ     | ВВР 2017, № 2, стор. 51                            |
| Ульяновська міська рада              | Ульяновський           | Кіровоградська   | Благовіщенська міська рада          | ВВР 2017, № 2, стор. 52                            |
| Гуляницька сільська рада             | Врадіївський           | Миколаївська     | Покровська сільська рада            | ВВР 2017, № 2, стор. 52                            |
| Петрівська сільська рада             | Великомихайлівський    | Одеська          | Полішпаківська сільська рада        | ВВР 2017, № 2, стор. 52                            |
| Кіровська сільська рада              | Комінтернівський       | Одеська          | Трояндівська сільська рада          | ВВР 2017, № 2, стор. 52                            |
| Червонознам'янська сільська рада ОТГ | Кременчуцький          | Полтавська       | Новознам'янська сільська рада ОТГ   | ВВР 2017, № 2, стор. 52                            |
| Куйбишевська сільська рада           | Оржицький              | Полтавська       | Вишнева сільська рада               | ВВР 2017, № 2, стор. 52                            |
| Кіровська сільська рада              | Полтавський            | Полтавська       | Пальчиківська сільська рада         | ВВР 2017, № 2, стор. 52                            |
| Кротенківська сільська рада          | Полтавський            | Полтавська       | Сем'янівська сільська рада          | ВВР 2017, № 2, стор. 52                            |
| Куликівська сільська рада            | Полтавський            | Полтавська       | Коломацька сільська рада            | ВВР 2017, № 2, стор. 52                            |
| Кіровська селищна рада               | Дзержинська м/р        | Донецька         | Північна селищна рада               | ВВР 2017, № 4, стор. 91                            |
| Калинівська сільська рада            | Бахмутський            | Донецька         | Калинівська сільська рада           | ВВР 2017, № 4, стор. 91                            |
| Красненська сільська рада            | Бахмутський            | Донецька         | Іванівська сільська рада            | ВВР 2017, № 4, стор. 91                            |
| Октябрська сільська рада             | Великоновосілківський  | Донецька         | Керменчицька сільська рада          | ВВР 2017, № 4, стор. 91                            |
| Калінінська сільська рада            | Волноваський           | Донецька         | Калинівська сільська рада           | ВВР 2017, № 4, стор. 91                            |
| Краснівська сільська рада            | Волноваський           | Донецька         | Сонячна сільська рада               | ВВР 2017, № 4, стор. 91                            |
| Октябрська сільська рада ОТГ         | Добропільський         | Донецька         | Шахівська сільська рада ОТГ         | ВВР 2017, № 4, стор. 91                            |
| Новоартемівська сільська рада        | Костянтинівський       | Донецька         | Софіївська сільська рада            | ВВР 2017, № 4, стор. 91                            |
| Іллічівська сільська рада            | Першотравневий         | Донецька         | Покровська сільська рада            | ВВР 2017, № 4, стор. 91                            |
| Старченківська сільська рада         | Володарський           | Донецька         | Темрюцька сільська рада             | ВВР 2017, № 4, стор. 91                            |
| Красненська сільська рада            | Красноармійський       | Донецька         | Сонцівська сільська рада            | ВВР 2017, № 4, стор. 91                            |
| Улянівська сільська рада             | Красноармійський       | Донецька         | Малинівська сільська рада           | ВВР 2017, № 4, стор. 91                            |
| Чапаєвська сільська рада             | Козельщинський         | Полтавська       | Мальцівська сільська рада           | ВВР 2017, № 4, стор. 91                            |
| Правдинська сільська рада            | Первомайський          | Харківська       | Слобідська сільська рада            | ВВР 2017, № 4, стор. 91                            |
| Жовтнева сільська рада               | Харківський            | Харківська       | Слобожанська сільська рада          | ВВР 2017, № 4, стор. 91                            |
| Комунарська сільська рада            | Харківський            | Харківська       | Котлярівська сільська рада          | ВВР 2017, № 4, стор. 91                            |
| Чубарівська сільська рада            | Пологівський           | Запорізька       | Федорівська сільська рада           | ВВР 2017, № 7-8, стор. 88                          |
| Войківська сільська рада             | Згурівський            | Київська         | Войтівська сільська рада            | ВВР 2017, № 7-8, стор. 88                          |
| Жовтнева сільська рада               | Згурівський            | Київська         | Вознесенська сільська рада          | ВВР 2017, № 7-8, стор. 88                          |
| Правожовтневська сільська рада       | Згурівський            | Київська         | Любомирівська сільська рада         | ВВР 2017, № 7-8, стор. 88                          |
| Кіровська сільська рада              | Бориспільський         | Київська         | Кучаківська сільська рада           | ВВР 2017, № 7-8, стор. 88                          |
| Чапаєвська сільська рада             | Великомихайлівський    | Одеська          | Воробіївська сільська рада          | ВВР 2017, № 7-8, стор. 88                          |
| Халтуринська сільська рада           | Карлівський            | Полтавська       | Мартинівська сільська рада          | ВВР 2017, № 7-8, стор. 88                          |
| Луценківська сільська рада           | Лохвицький             | Полтавська       | Жабківська сільська рада            | ВВР 2017, № 7-8, стор. 88                          |
| Червоноранківська сільська рада      | Кролевецький           | Сумська          | Божківська сільська рада            | ВВР 2017, № 7-8, стор. 88                          |
| Петрівська сільська рада             | Куп'янський            | Харківська       | Осинівська сільська рада            | ВВР 2017, № 7-8, стор. 88                          |
| Червононивська сільська рада         | Богодухівський         | Харківська       | Вікторівська сільська рада          | ВВР 2017, № 7-8, стор. 88                          |
| Кіровська сільська рада              | Калинівський           | Вінницька        | Мирненська сільська рада            | ВВР 2017, № 9, стор. 34                            |
| Комунарівська сільська рада          | Калинівський           | Вінницька        | Бережанська сільська рада           | ВВР 2017, № 9, стор. 34                            |
| Кіровська сільська рада              | Немирівський           | Вінницька        | Рачківська сільська рада            | ВВР 2017, № 9, стор. 34                            |
| Марксівська сільська рада            | Немирівський           | Вінницька        | Монастирська сільська рада          | ВВР 2017, № 9, стор. 34                            |
| Чапаєвська сільська рада             | Погребищенський        | Вінницька        | Надроссянська сільська рада         | ВВР 2017, № 9, стор. 34                            |
| Червоногребельська сільська рада     | Чечельницька           | Вінницька        | Поповогребельська сільська рада     | ВВР 2017, № 9, стор. 34                            |
| Кіровська сільська рада              | Криворізький           | Дніпропетровська | Данилівська сільська рада           | ВВР 2017, № 9, стор. 34                            |
| Красінська сільська рада             | Криворізький           | Дніпропетровська | Красівська сільська рада            | ВВР 2017, № 9, стор. 34                            |
| Орджонікідзевська сільська рада      | Криворізький           | Дніпропетровська | Шевченківська сільська рада         | ВВР 2017, № 9, стор. 34                            |
| Ухожанська сільська рада             | Балтський              | Одеська          | Новопольська сільська рада          | ВВР 2017, № 9, стор. 35                            |
| Ленінська сільська рада              | Фрунзівський           | Одеська          | Торосівська сільська рада           | ВВР 2017, № 9, стор. 35                            |
| Червонознам'янська сільська рада     | Іванівський            | Одеська          | Знам'янська сільська рада           | ВВР 2017, № 9, стор. 35                            |
| Жовтнева сільська рада               | Ширяївський            | Одеська          | Петровірівська сільська рада        | ВВР 2017, № 9, стор. 35                            |
| Орджонікідзевська сільська рада      | Ширяївський            | Одеська          | Армашівська сільська рада           | ВВР 2017, № 9, стор. 35                            |
| Фрунзівська сільська рада            | Іванівський            | Херсонська       | Агайманська сільська рада           | ВВР 2017, № 9, стор. 35                            |
| Птахівська сільська рада             | Скадовський            | Херсонська       | Олександрівська сільська рада       | ВВР 2017, № 9, стор. 35                            |
| Червоножовтнева сільська рада        | Станично-Луганський    | Луганська        | Сотенська сільська рада             | ВВР 2017, № 10, стор. 48                           |
| Розо-Люксембургська сільська рада    | Каховський             | Херсонська       | Федорівська сільська рада           | ВВР 2018, № 20, стор. 24                           |
| Ленінська сільська рада              | Первомайський          | Миколаївська     | Чаусянська сільська рада            | ВВР 2019, № 8, стор. 21                            |